# White Trash Beautiful
White Trash Beautiful — четвёртый студийный альбом музыканта Everlast, выпущенный во всём мире 25 мая 2004 года, и на день позже в  Соединённых Штатах Америки фирмой Island Records. Всего тираж альбома составил 124,000 копий в США.

## Список композиций
1. "Blinded by the Sun" Feat. Sheree Brown
2. "Broken"
3. "White Trash Beautiful"
4. "Sleepin' Alone"
5. "The Warning" Feat. Sadat X
6. "Angel"
7. "This Kind of Lonely"
8. "Soul Music"
9. "God Wanna"
10. "Lonely Road"
11. "Sad Girl"
12. "Ticking Away"
13. "Pain"
14. "2 Pieces of Drama" Feat. B-Real
15. "Maybe"